# Canton de Sélestat
Le canton de Sélestat est une circonscription électorale française située dans le département du Bas-Rhin, dans la collectivité européenne d'Alsace.

## Histoire
Par décret du 18 février 2014, le nombre de cantons du département est divisé par deux, avec mise en application aux élections départementales de mars 2015. Le canton de Sélestat est conservé et s'agrandit. Il passe de 9 à 29 communes.

## Représentation

### Conseillers généraux de 1833 à 2015
| Période                                  | Période      | Identité                             | Étiquette                      | Qualité                                                                                     |
| ---------------------------------------- | ------------ | ------------------------------------ | ------------------------------ | ------------------------------------------------------------------------------------------- |
| 1833                                     | 1842 (décès) | Georges Humann père                  | Majorité ministérielle         | Juge au Tribunal de commerce Ministre des Finances Député (1820-1823, 1824-1827, 1828-1837) |
| 1842                                     | 1848         | Baron Léonce Hallez-Claparède        | Ind.                           | Maître des requêtes au Conseil d'État Député (1844-1848, 1852-1863 et 1864-1869)            |
| 1848                                     | 1852         | Joseph-Benjamin Pennarun (1800-1861) |                                | Avocat, notaire, maire de Schelestadt (1840-1850), conseiller d'arrondissement              |
| 1852                                     | 1865         | Bernard-Pierre Magnan                | Conservateur                   | Maréchal de France, Grand veneur Député de la Seine (1849-1851) Sénateur (1852-1865)        |
| 1865                                     | 1871         | Joseph Clog-Mertian                  |                                | Propriétaire, conseiller municipal de Strasbourg                                            |
| 1871                                     | 1919         | occupation allemande                 |                                |                                                                                             |
| 1919                                     | 1925         | François Rohmer                      | URD                            | Epicier à Sélestat                                                                          |
| 1925                                     | 1935 (décès) | Auguste Bronner                      | SFIO puis DVG                  | Médecin Maire de Sélestat (1925-1935)                                                       |
| 1936-                                    | 1940         | Ignace Schaeffer                     | UPR                            | Marchand de vins à Sélestat                                                                 |
|                                          |              |                                      |                                |                                                                                             |
| 1945                                     | 1949         | Albert Bur                           | MRP puis RPF                   | Médecin, conseiller municipal de Sélestat Président du Conseil Général (1945-1949)          |
| 1949                                     | 1979         | Albert Ehm                           | MRP puis UNR puis UDR puis RPR | Enseignant - Député (1946, 1958-1978) - Sénateur (1947-1950) Maire de Sélestat (1953-1965)  |
| 1979                                     | 1980 (décès) | Georges Klein                        | UDF-CDS                        | Président de la caisse de Sécurité sociale de Sélestat Député (1978-1980)                   |
| 1980                                     | 1987 (décès) | François Kretz                       | UDF-PR                         | Médecin - Maire de Sélestat (1983-1987)                                                     |
| 1988                                     | 1996 (décès) | Gilbert Estève                       | PS                             | Ancien chef de cabinet de Jack Lang Maire de Sélestat (1989-1996)                           |
| 1996                                     | 1998         | Jean-Jacques Renaudet                | PS                             | Professeur de musique Adjoint au maire de Sélestat                                          |
| 1998                                     | 2015         | Marcel Bauer                         | RPR puis UMP                   | Enseignant Maire de Sélestat depuis 2001 Suppléant du député Germain Gengenwin              |
| Les données manquantes sont à compléter. |              |                                      |                                |                                                                                             |

### Conseillers d'arrondissement (de 1833 à 1940)
Le canton de Sélestat avait trois conseillers d'arrondissement à partir de 1919.
| Période                                  | Période | Identité                   | Étiquette | Qualité |
| ---------------------------------------- | ------- | -------------------------- | --------- | --- |
| 1833                                     | 1839    | Antoine Cetty              |           | Notaire, ancien commissaire ordonnateur des guerres, maire de Schelestadt (1830-1834)                       |
| 1839                                     | 1845    | M. Streicher               |           | Propriétaire à Schelestadt                                                                                  |
| 1845                                     | 1848    | Joseph Benjamin Pennarun   |           | Avocat, notaire, maire de Schelestadt                                                                       |
|                                          |         |                            |           | |
| 1922                                     | 1940    | Joseph Bleger (1882-1953)  |           | Maire de Scherwiller                                                                                        |
| 1928                                     | 1934    | Joseph Ruff                |           | Vigneron, maire de Châtenois                                                                                |
| 1928                                     | 1934    | Denis Spitz (1883-1966)    |           | Propriétaire à Ebersheim                                                                                    |
| 1934                                     | 1940    | Alphonse Frey (1879-1951)  |           | Cultivateur, maire d'Ebersheim                                                                              |
| 1934                                     | 1940    | Lucien Rugraff (1884-1958) |           | Commerçant à Châtenois                                                                                      |
| 1940                                     |         |                            |           | Les conseils d'arrondissement ont été suspendus par la loi du 12 octobre 1940 et n'ont jamais été réactivés |
| Les données manquantes sont à compléter. |         |                            |           | |

### Conseillers départementaux depuis 2015
| Période élective | Période élective | Mandat | Mandat   | Identité            | Nuance | Nuance | Qualité |
| ---------------- | ---------------- | ------ | -------- | ------------------- | ------ | ------ | --- |
| 2015             | 2021             | 2015   | 2021     | Marcel Bauer        |        | LR     | Retraité de l'enseignement Maire de Sélestat Président de la Communauté de communes Vice-président du Conseil Départemental |
| 2015             | 2021             | 2015   | 2021     | Catherine Greigert  |        | DVD    | Chargée d'affaires Première adjointe au maire de Marckolsheim                                                               |
| 2021             | 2028             | 2021   | en cours | Catherine Greigert  |        | DVD    | Conseillère sortante |
| 2021             | 2028             | 2021   | en cours | Charles Sitzenstuhl |        | LREM   | Député du Bas-Rhin, ancien conseiller du ministre de l'Economie et des Finances, ancien adjoint au maire de Sélestat        |

À l'issue du 1er tour des élections départementales de 2015, deux binômes sont en ballotage : Eliane Klein et Serge Schwoertzig (FN, 30,25 %) et Marcel Bauer et Catherine Greigert (UMP, 27,88 %). Le taux de participation est de 50,68 % (21 094 votants sur 41 619 inscrits) contre 47,83 % au niveau départemental et 50,17 % au niveau national.
Au second tour, Marcel Bauer et Catherine Greigert (UMP) sont élus avec 62,35 % des suffrages exprimés et un taux de participation de 50,49 % (11 958 voix pour 21 014 votants et 41 617 inscrits).

## Composition

### Composition avant 2015
Le canton de Sélestat regroupait 9 communes.
| Nom                  | Code Insee | Codepostal | Superficie (km2) | Population (dernière pop. légale) | Densité (hab./km2) |
| -------------------- | ---------- | ---------- | ---------------- | --------------------------------- | ------------------ |
| Sélestat (chef-lieu) | 67462      | 67600      | 44,40            | 19 397 (2012)                     | 437                |
| Châtenois            | 67073      | 67730      | 14,57            | 3 992 (2012)                      | 274                |
| Dieffenthal          | 67094      | 67650      | 1,51             | 252 (2012)                        | 167                |
| Ebersheim            | 67115      | 67600      | 13,66            | 2 312 (2012)                      | 169                |
| Ebersmunster         | 67116      | 67600      | 7,39             | 479 (2012)                        | 65                 |
| Kintzheim            | 67239      | 67600      | 18,78            | 1 580 (2012)                      | 84                 |
| Orschwiller          | 67362      | 67600      | 6,32             | 634 (2012)                        | 100                |
| Scherwiller          | 67445      | 67750      | 18,08            | 3 136 (2012)                      | 173                |
| La Vancelle          | 67505      | 67730      | 7,88             | 375 (2012)                        | 48                 |

### Composition depuis 2015
À la suite du redécoupage cantonal de 2014, le canton compte désormais 29 communes.
| Nom                              | Code Insee | Intercommunalité           | Superficie (km2) | Population (dernière pop. légale) | Densité (hab./km2) | Modifier                                    |
| -------------------------------- | ---------- | -------------------------- | ---------------- | --------------------------------- | ------------------ | ------------------------------------------- |
| Sélestat (bureau centralisateur) | 67462      | CC de Sélestat             | 44,40            | 19 523 (2022)                     | 440                | modifier les données · modifier les données |
| Artolsheim                       | 67011      | CC du Ried de Marckolsheim | 11,25            | 1 008 (2022)                      | 90                 | modifier les données · modifier les données |
| Baldenheim                       | 67019      | CC de Sélestat             | 9,44             | 1 229 (2022)                      | 130                | modifier les données · modifier les données |
| Bindernheim                      | 67040      | CC du Ried de Marckolsheim | 6,62             | 1 051 (2022)                      | 159                | modifier les données · modifier les données |
| Bœsenbiesen                      | 67053      | CC du Ried de Marckolsheim | 3,81             | 317 (2022)                        | 83                 | modifier les données · modifier les données |
| Bootzheim                        | 67056      | CC du Ried de Marckolsheim | 5,91             | 795 (2022)                        | 135                | modifier les données · modifier les données |
| Châtenois                        | 67073      | CC de Sélestat             | 14,57            | 4 265 (2022)                      | 293                | modifier les données · modifier les données |
| Dieffenthal                      | 67094      | CC de Sélestat             | 1,51             | 267 (2022)                        | 177                | modifier les données · modifier les données |
| Ebersheim                        | 67115      | CC de Sélestat             | 13,66            | 2 295 (2022)                      | 168                | modifier les données · modifier les données |
| Ebersmunster                     | 67116      | CC de Sélestat             | 7,39             | 571 (2022)                        | 77                 | modifier les données · modifier les données |
| Elsenheim                        | 67121      | CC du Ried de Marckolsheim | 9,61             | 803 (2022)                        | 84                 | modifier les données · modifier les données |
| Heidolsheim                      | 67187      | CC du Ried de Marckolsheim | 5,92             | 572 (2022)                        | 97                 | modifier les données · modifier les données |
| Hessenheim                       | 67195      | CC du Ried de Marckolsheim | 5,21             | 614 (2022)                        | 118                | modifier les données · modifier les données |
| Hilsenheim                       | 67196      | CC du Ried de Marckolsheim | 19,91            | 2 615 (2022)                      | 131                | modifier les données · modifier les données |
| Kintzheim                        | 67239      | CC de Sélestat             | 18,78            | 1 691 (2022)                      | 90                 | modifier les données · modifier les données |
| Mackenheim                       | 67277      | CC du Ried de Marckolsheim | 11,79            | 771 (2022)                        | 65                 | modifier les données · modifier les données |
| Marckolsheim                     | 67281      | CC du Ried de Marckolsheim | 33,36            | 4 384 (2022)                      | 131                | modifier les données · modifier les données |
| Mussig                           | 67310      | CC de Sélestat             | 11,73            | 1 124 (2022)                      | 96                 | modifier les données · modifier les données |
| Muttersholtz                     | 67311      | CC de Sélestat             | 12,67            | 2 288 (2022)                      | 181                | modifier les données · modifier les données |
| Ohnenheim                        | 67360      | CC du Ried de Marckolsheim | 12,12            | 1 155 (2022)                      | 95                 | modifier les données · modifier les données |
| Orschwiller                      | 67362      | CC de Sélestat             | 6,32             | 627 (2022)                        | 99                 | modifier les données · modifier les données |
| Richtolsheim                     | 67398      | CC du Ried de Marckolsheim | 3,63             | 378 (2022)                        | 104                | modifier les données · modifier les données |
| Saasenheim                       | 67422      | CC du Ried de Marckolsheim | 7,80             | 578 (2022)                        | 74                 | modifier les données · modifier les données |
| Scherwiller                      | 67445      | CC de Sélestat             | 18,08            | 3 121 (2022)                      | 173                | modifier les données · modifier les données |
| Schœnau                          | 67453      | CC du Ried de Marckolsheim | 10,37            | 607 (2022)                        | 59                 | modifier les données · modifier les données |
| Schwobsheim                      | 67461      | CC du Ried de Marckolsheim | 2,58             | 325 (2022)                        | 126                | modifier les données · modifier les données |
| Sundhouse                        | 67486      | CC du Ried de Marckolsheim | 15,69            | 1 810 (2022)                      | 115                | modifier les données · modifier les données |
| La Vancelle                      | 67505      | CC de Sélestat             | 7,88             | 403 (2022)                        | 51                 | modifier les données · modifier les données |
| Wittisheim                       | 67547      | CC du Ried de Marckolsheim | 11,47            | 2 086 (2022)                      | 182                | modifier les données · modifier les données |
| Canton de Sélestat               | 6716       |                            | 343,48           | 57 273 (2022)                     | 167                | modifier les données                        |

## Démographie

### Démographie avant 2015
| 1962   | 1968   | 1975   | 1982   | 1990   | 1999   | 2006   | 2011   | 2012   |
| ------ | ------ | ------ | ------ | ------ | ------ | ------ | ------ | ------ |
| 22 848 | 24 028 | 25 006 | 25 024 | 25 507 | 28 082 | 31 373 | 31 799 | 32 157 |

### Démographie depuis 2015
En 2022, le canton comptait 57 273 habitants, en évolution de +2,74 % par rapport à 2016 (Bas-Rhin : +3,17 %, France hors Mayotte : +2,11 %).
| 2013   | 2018   | 2022   |
| ------ | ------ | ------ |
| 55 369 | 56 290 | 57 273 |